# 후지타 사유리
후지타 사유리(藤田 小百合, 1979년 10월 13일 ~ )는 일본 도쿄도 출신의 작가이자 방송인으로, 대한민국에서 재한 외국인들이 출연하는 KBS의 예능 프로그램 《미녀들의 수다》에 패널 출연을 계기로 한국 방송계에 입문했다.

## 경력
방송에서 보여주는 엉뚱한 모습의 캐릭터로 "엽기적", "4차원"등의 수식어와 별명을 얻었다. 출연 초기부터 그녀의 싸이월드 미니홈피에 등록된 사진들 중에 바닥에 아무렇게나 주저 앉은 모습, 도주하는 임산부 복장 모습, 지하철에서 토끼옷을 입은 모습 등으로 인해 화제가 되었으며, 《미녀들의 수다》출연 이후에도 페로몬 발언, 대통령 거처 발언, 춤 등의 돌출 발언 및 행동으로 주목을 끌었다.
2008년 10월 1일 도키나와 코코로(일본어: 東縄心, '도쿄+오키나와' & 마음)라는 도쿄 및 오키나와를 주제로 한 여행기를 펴냈다. 크게 도쿄도와 오키나와로 나눠서 소개하는 내용으로, 대부분 사진 및 시로 꾸며져 있다. 책의 주제어는 "사람과 사람의 영혼을 이어주는 마음과 그 마음의 고리를 당신께 드리고 싶다는 것"이다.
후지타 사유리의 외삼촌은 과거 일본 정부의 위안부 문제를 고발하는데 힘을 쓴 히로시마 대학교의 유키 타나카 교수이다. 실제 그녀도 위안부 문제에 관심을 갖고 기부도 한 것으로 확인된다.
2020년 11월 4일 일본에서 한 서양 남성의 정자를 기증받아 아들 후지타 젠을 출산하였다.

## 방송 프로그램
- MBC 《놀러와》
- KBS 2TV 《미녀들의 수다》
- MBC 《진짜 사나이 - 여군특집3》
- MBC 《생방송 원더풀 금요일》 - 사유리의 식탐 여행
- 온스타일 《바디 액츄얼리》
- KBS 2TV 《개그콘서트》 - 명인본색(특별 출연)
- KBS 1TV 《전국이장회의》
- KBS 1TV 《이웃집 찰스》
- KBS 2TV 《옥탑방의 문제아들》
- KBS 2TV 《슈퍼맨이 돌아왔다》(2021년 5월 2일~2023년 8월 8일)
- KBS 2TV 《오케이 오케이》 (2022년)

## 광고
- 2008년 KT 001
- 2009년 오뚜기 스낵면
- 2012년 그루폰
- 2012년 조마루감자탕
- 2013년 KT Olleh LTE
- 2014년 네오플 던전앤파이터
- 2015년 동화약품 화이투벤

## 저서
- 《일본어 리얼토크》
- 《이야기를 담은 우리 한복》
- 《도키나와 코코로》
- 《눈물을 닦고》
- 《아내대신 엄마가 되었습니다》

## 수상 경력
- 2021년 KBS 연예대상 리얼리티부문 베스트 엔터테이너상
- 2022년 KBS 연예대상 리얼리티부문 여자 최우수상

## 가족
- 아버지 후지타 도루, 어머니 후지타 가즈코
- 오빠 후지타 노리아키
- 아들 후지타 젠

## 같이 보기
- 미녀들의 수다